# 佐賀県立伊万里実業高等学校
佐賀県立伊万里実業高等学校（さがけんりついまりじつぎょうこうとうがっこう）は、佐賀県伊万里市脇田町（商業キャンパス）と佐賀県伊万里市二里町大里乙（農林キャンパス）に所在する県立高等学校。2019年4月に開校。

## 概要
佐賀県立伊万里農林高等学校と佐賀県立伊万里商業高等学校が統合されて開校。前年度に開校した鹿島高校、嬉野高校、白石高校と共に統合前の高校の各校舎を使う「校舎制」を採用しており、農業系の学科を農林キャンパス、商業系の学科と定時制を商業キャンパスとして使用しており、農商融合のフードビジネス科は1年生は商業キャンパス、2～3年生は農林キャンパスを使う。

## 沿革
- 2019年（平成31年）4月1日 - 佐賀県立伊万里農林高等学校と佐賀県立伊万里商業高等学校が統合されて開校。

## 設置学科
全日制課程
- 農業科（農林キャンパス）
  - 生物科学科
  - 森林環境科
  - フードビジネス科（商業キャンパス(1年)、農林キャンパス(2・3年)）
- 商業科（商業キャンパス）
  - 商業科
  - 情報処理科

定時制課程
- 商業科（商業キャンパス）

## 部活動

### 運動部
全日制課程
- 野球部
- 陸上部
- 卓球部
- 剣道部
- ホッケー部
- カヌー部
- ソフトボール部（女子）
- バスケットボール部
- バレーボール部（女子）
- ソフトテニス部
- 柔道部

定時制課程
- 野球部
- バスケットボール部
- 陸上部
- 卓球部

### 文化部
全日制課程
- ボランティア部
- 家庭部
- 茶道部
- パソコン部
- 太鼓部
- 珠算・電卓部
- 簿記部
- ブラスバンド部
- 情報処理部

定時制課程
- パソコン簿記部